# Piotr Kanizjusz
Piotr Kanizjusz, Piotr Kanizy, Peter Kanijs, właściwie Pieter de Hondt (1521–1597) – święty Kościoła katolickiego, jezuicki teolog i kaznodzieja, doktor Kościoła.

## Życiorys
Urodził się w Geldrii, która wówczas do 1549 była częścią habsburskich Niderlandów i częścią Świętego Cesarstwa Rzymskiego. Jego ojcem był zamożny burmistrz Nijmegen Jacob Kanis. Jego matka Ægidia van Houweningen umarła wkrótce po porodzie. Wysłany został na studia na Uniwersytet w Kolonii, który ukończył w 1540, wieku 19 lat uzyskując tytuł magistra. Tam poznał Piotra Fabra, jednego z założycieli zakonu jezuitów i w 1543 został pierwszym Holendrem w nowo założonym zakonie. Na polecenie Loyoli przybył do Rzymu dla pogłębienia swej formacji duchowej. Po kilku jeszcze podróżach do kilku miast na terenie Włoch przełożeni wysłali go do Niemiec.
Z powodu swoich kazań i pism stał się jednym z najbardziej wpływowych katolików tamtych czasów. Jego najważniejszym dziełem był Niemiecki Katechizm, książka zawierająca podstawowe założenia katolicyzmu w języku niemieckim, co sprawiało, że jej treść była dostępna dla wszystkich czytelników w świecie niemieckojęzycznym. Nadzorował założenie i działanie pierwszego niemieckojęzycznego kolegium jezuickiego, niejednokrotnie borykając się z brakiem środków. W 1554 proponowano mu objęcie arcybiskupstwa wiedeńskiego, ale odmówił za ważniejsze uznając podróżowanie i nauczanie. Ale przez pewien czas, do wyboru arcybiskupa, pełnił funkcję administratora archidiecezji.
Miał wielki wpływ na cesarza Ferdynanda I i nieustannie napominał o niebezpieczeństwie, jakie na jego duszę może sprowadzić ewentualne przyznanie praw protestantom w zamian za ich pomoc militarną. Kiedy dostrzegł, że jego syn i późniejszy cesarz Maksymilian II Habsburg sam skłania ku luteranizmowi, Kanizjusz zagroził mu wydziedziczeniem w wypadku jeśli odstąpi od katolicyzmu. W dyskusji z protestantami był bardziej elastyczny od Rzymu, gdyż uważał, że spokojne wyjaśnienie zasad wiary przyniesie więcej pożytku niż polemiczne wojny. Odrzucił ataki na Kalwina i Melanchtona, które według niego przynosiły więcej szkody niż pożytku.
Przeniósł się do Niemiec i był jednym z głównych katolickich teologów na dyspucie w Wormacji w 1557. Później był głównym kaznodzieją w katedrze w Augsburgu, gdzie w latach 1559–1568 wygłaszał kazania 3 do 4 razy w tygodniu. Mówiło się, że jego kazania były tak przekonujące, że z ich powodu setki Niemców powróciło do katolicyzmu. Kiedy opuszczał Niemcy, jezuici z małej grupki księży stali się głównym narzędziem kontrreformacji.
Kanizjusz ostatnie 20 lat życia spędził we Fryburgu, w Szwajcarii, gdzie założył gimnazjum jezuickie Collège Saint-Michel. W 1591, w wieku 70 lat, doznał udaru, w wyniku którego został częściowo sparaliżowany, ale aż do śmierci przez 6 lat kontynuował aktywność kaznodziejską i pisarską z pomocą sekretarza. Umarł w 1597. Początkowo został pochowany w kościele św Mikołaja, ale później jego szczątki zostały przeniesione do kościoła gimnazjalnego i pochowane przed ołtarzem. Pokój, który zajmował przez ostatnie lata życia, zamieniono w ogólnie dostępną kaplicę.
Nauczał, że choć jest wiele dróg wiodących do zbawienia, jego zdaniem najlepszą jest oddanie się Najświętszej Marii Pannie. W kazaniach i listach widać koncentrację na kulcie maryjnym. Główną modlitwą, przy pomocy której wyjaśnia kult maryjny, jest dla niego Zdrowaś Maryjo. Mniej znane są jego książki maryjne, w których zawarte są modlitwy i teksty kontemplacyjne. Uważa się, że to on dodał do tej modlitwy zwrot „Święta Mario, Matko Boża, módl się za nami grzesznymi”, który 11 lat później w 1566 został włączony do katechizmu na Soborze trydenckim. Bronił mariologii katolickiej w wydanej w 1577 książce „De Maria Virgine Incomparabili et Dei Genitrice Sacrosancta Libri Quinque”, która – choć z punktu widzenia obecnej teologii zawiera oczywiste błędy w doborze źródeł – uznawana jest za wybitny przykład XVI-wiecznej teologii.
Kanizjusz utrzymywał bliskie stosunki z kardynałem Stanisławem Hozjuszem, a w roku 1558 odwiedził na krótko Polskę.

## Znaczenie
Przez prawie 30 lat działał na terenie ówczesnych państw niemieckich. Był nauczycielem i kaznodzieją, odbudowywał struktury Kościoła, zakładał seminaria duchowne i wreszcie prowadził bardzo ożywioną działalność pisarską. Spod jego pióra wyszły katechizmy, modlitewniki, kazania i szereg innych dzieł. Z powodu swoich częstych podróży, które w tamtych czasach były wyczerpujące i niebezpieczne znany jest jako „Drugi Apostoł Niemiec”. Odrodzenie Kościoła Katolickiego w Niemczech jest w dużym stopniu jego dziełem jezuitów, których działalność organizował. Żył w czasach sukcesów reformacji i poświęcił aktywność wyjaśnianiu i popularyzacji religii katolickiej. Jego trwałym dorobkiem są trzy katechizmy po łacinie i niemiecku, które zyskały popularność na obszarach katolickich.
W uznaniu jego wkładu w ustanowieniu jezuickich instytucji edukacyjnych został patronem wielu szkół katolickich: Canisius College (Canisius Kolleg) istnieją w Wiedniu, Nijmegen i Buffalo (New York) i Berlinie. W 1904 powstało w Holandii Apologetische Vereniging St. Petrus Canisius (Stowarzyszenie Apologetyków Św Piotra Kanizjusza).

## Beatyfikacja i kanonizacja
Piotr Kanizjusz (Kanizy) został beatyfikowany w 1864 roku przez Piusa IX, a kanonizowany i ogłoszony doktorem Kościoła w 1925 roku przez Piusa XI.
Jego wspomnienie włączone zostało do Kalendarza Rzymskiego w 1926 i było obchodzone 27 kwietnia, ale po reformie liturgicznej z 1969 zostało przeniesione na dzienną rocznicę śmierci (21 grudnia).